# Paulinus van York
Paulinus (? - Rochester (Kent), 10 oktober 644) was een Romeinse missionaris en de eerste bisschop van York. Paulinus was lid van de Gregoriaanse missie die in 601 door paus Gregorius I was gestuurd om de Angelsaksen van hun heidendom tot het christendom te bekeren. Hij kwam in 604 met de tweede groep missionarissen in Engeland aan. Van de activiteiten van Paulinus in de twee decennia die volgden, is maar weinig bekend.
Na enkele jaren in Kent te hebben doorgebracht, werd Paulinus, waarschijnlijk in 625, tot bisschop gewijd. Hij vergezelde Æthelburga van Kent, zus van koning Eadbald van Kent, op haar reis naar Northumbria om met koning Edwin van Northumbria te trouwen en slaagde er uiteindelijk in om Edwin tot het christendom te bekeren. Paulinus bekeerde ook veel van Edwins onderdanen en bouwde enkele kerken. Een van de vrouwen die door Paulinus werd gedoopt, was een toekomstige heilige, Hilda van Whitby. Na Edwins dood in 633 ontvluchtten Paulinus en Æthelburg Northumbria en lieten een lid van Paulinus' missie, Jacobus, achter. Paulinus keerde terug naar Kent toen hij bisschop van Rochester werd. Hij ontving een pallium van de paus als symbool van zijn benoeming tot aartsbisschop van York, maar dat kwam te laat om nog te kunnen gebruiken. Na zijn dood in 644 werd Paulinus heilig verklaard. Hij wordt vereerd in de Oosters-Orthodoxe, Rooms-Katholieke en Anglicaanse Kerken.

## Beginjaren
Paulinus was een monnik uit Rome die in 601 door paus Gregorius I naar het koninkrijk Kent werd gestuurd samen met Mellitus en anderen, als onderdeel van de tweede groep missionarissen die de Angelsaksen tot het christendom moest bekeren. Hij is waarschijnlijk als Italiaan geboren. De tweede groep missionarissen kwam tegen 604 in Kent aan, maar er is weinig bekend van de verdere activiteiten van Paulinus totdat hij naar Northumbria ging.
Paulinus bleef tot 625 in Kent. Op 21 juli 625 werd hij tot bisschop gewijd door Justus, de aartsbisschop van Canterbury. Vervolgens vergezelde hij Æthelburga, de zus van koning Eadbald van Kent, naar Northumbria waar zij met koning Edwin van Northumbria zou gaan trouwen. Een voorwaarde voor het huwelijk was dat Edwin had beloofd dat hij zou toestaan dat Æthelburg een christen bleef en naar een kerk van haar keuze mocht gaan. Beda, een schrijver in de vroege achtste eeuw, schrijft dat Paulinus de bevolking van Northumbria wilde bekeren en kerkdiensten voor de nieuwe koningin wilde houden.
Er bestaat enige twijfel over de datum van het huwelijk van Æthelburga in de chronologie van Beda. Uit bewaard gebleven brieven van de paus aan Edwin, waarin hij dringend wordt verzocht om zich te bekeren, lijkt te volgen dat Eadbald pas recentelijk een christen was geworden. Dat komt niet overeen met de chronologie van Beda. Historicus D.P. Kirby is daarom van mening dat Paulinus en Æthelburg eerder dan 624 naar Northumbria moeten zijn gegaan en dat Paulinus naar het noorden ging, niet als bisschop maar als priester, om later terug te keren voor zijn bisschopswijding. Historicus Henry Mayr-Hartin is het met die redenering eens. Een andere historicus, Peter Hunter Blair, is van mening dat Æthelburg en Edwin al voor 625 waren getrouwd, maar dat zij pas in 625 naar Northumbria ging. Als Kirby's argumenten worden gevolgd dan moet de datum van Paulinus' bisschopswijding worden gewijzigd in 21 juli 626, een jaar later.

## Bisschop van York
Beda vermeldt dat Paulinus Edwin had verteld dat de geboorte van zijn en Æthelburga's dochter tijdens Pasen 626 het gevolg was van zijn gebeden. De geboorte viel samen met een verijdelde moordaanslag op de koning door een groep West-Saksen uit Wessex. Edwin beloofde om zich tot het christendom te bekeren en om de doop van zijn nieuwe dochter Eanflæd toe te staan als hij Wessex zou veroveren. Hij kwam deze belofte echter niet meteen na zijn latere militaire succes tegen de West-Saksen na. Hij bekeerde zich pas nadat Paulinus de details onthulde van een droom die de koning had voordat hij de troon besteeg tijdens zijn ballingschap aan het hof van koning Rædwald van East Anglia.
Volgens Beda vertelde een vreemdeling in deze droom aan Edwin dat hij in de toekomst macht zou krijgen wanneer iemand een hand op zijn hoofd zou leggen. Terwijl Paulinus deze droom aan Edwin onthulde, legde hij zijn hand op het hoofd van de koning en dat was het bewijs dat Edwin nodig had. Een laat zeventiende-eeuwse hagiografie van paus Gregorius I beweert dat Paulinus de vreemdeling in de droom was. Als dat waar is, wijst dat er wellicht op dat Paulinus enige tijd aan het hof van Rædwald heeft verbleven, maar Beda maakt geen enkele melding van zo'n verblijf.
Het is onwaarschijnlijk dat het alleen bovennatuurlijke zaken en Paulinus' overtuigingskracht waren die tot de bekering van Edwin hebben geleid. De edelen van Northumbria lijken hiertoe al bereid te zijn geweest en de koning ontving ook brieven van paus Bonifatius V die op zijn bekering aandrong. Toen hij uiteindelijk overtuigd was, werden Edwin en veel van zijn volgers in 627 in York gedoopt. Volgens een van de verhalen was Paulinus 36 dagen bezig om nieuwe bekeerlingen te dopen tijdens een verblijf bij Edwin en Æthelburga in hun paleis in Yeavering. Paulinus was als missionaris ook actief in Lindsey. Zijn activiteiten als missionaris tonen de grenzen van Edwins koninklijke gezag aan.
Het plan van paus Gregorius was om van York de tweede metropolitische zetel van Engeland te maken, dus Paulinus vestigde daar zijn kerk. Hoewel gebouwd van steen is er geen spoor van de kerk teruggevonden. Paulinus bouwde ook een aantal kerken op koninklijke landgoederen. Zijn kerk in Lincoln is in verband gebracht met de vroegste bouwfase van de kerk van St Paul in the Bail.
Onder degenen die door Paulinus werden gewijd, bevond zich Hilda, later de stichtster en moeder-overste van Whitby Abbey, en Hilda's opvolgster, Eanflæd, Edwins dochter. Als de enige Romeinse bisschop in Engeland wijdde Paulinus ergens tussen 628 en 631 ook een andere Gregoriaanse missionaris, Honorius, tot aartsbisschop van Canterbury na de dood van Justus.

## Bisschop van Rochester
De nederlaag en dood van Edwin tijdens de Slag bij Hatfield Chase - op een datum die traditiegetrouw wordt vermeld als 12 oktober 633 - leidden ertoe dat zijn koninkrijk in ten minste twee delen uiteen viel. Een ander gevolg was een sterke afname van het christendom in Northumbria toen Edwins directe opvolgers zich opnieuw bekeerden tot het heidendom. Koningin-weduwe Æthelburg vluchtte naar het koninkrijk van haar broer Eadbald in Kent. Paulinus ging met haar mee, samen met de zoon, dochter en kleinzoon van Edwin en Æthelburg. De twee jongens vertrokken voor hun veiligheid naar het continent, naar het hof van koning Dagobert I.
Æthelburga, Eanflæd en Paulinus bleven in Kent waar Paulinus de bisschopszetel, of het bisdom, van Rochester kreeg aangeboden. Paulinus was bisschop van Rochester tot zijn dood. Omdat het pallium Paulinus pas bereikte nadat hij York had verlaten, kon hij het niet gebruiken. De plaatsvervanger van Paulinus, Jacobus van York, bleef in het noorden en had moeite om de Romeinse missie nieuw leven in te blazen.

## Dood en verering
Paulinus stierf op 10 oktober 644 in Rochester waar hij werd begraven in de sacristie van de kerk. Zijn opvolger in Rochester was Ithamar, de eerste Engelsman die werd gewijd tot bisschop van een bisdom ontstaan uit een Gregoriaanse missie. Na zijn dood werd Paulinus als heilige vereerd met een feestdag op 10 oktober. Toen rond 1080 een nieuwe kerk in Rochester werd gebouwd, werden zijn relieken, of stoffelijke resten, overgebracht (ritueel verplaatst) naar een nieuwe tombe. Er waren ook tombes voor Paulinus in Canterbury en ten minste vijf kerken zijn aan hem opgedragen. Hoewel in Rochester een aantal van Paulinus' relieken wordt bewaard, lijkt het aanmoedigen van zijn verering als heilige daar pas te zijn begonnen na de Normandische verovering van Engeland in 1066. Hij wordt beschouwd als een heilige door de Rooms-Katholieke Kerk, de Anglicaanse Gemeenschap en de Orthodoxe Kerk.
De zendingspogingen van Paulinus zijn lastig om te evalueren. Beda suggereert dat de missie in Northumbria succesvol was, maar daar is weinig ondersteunend bewijs voor. Het is waarschijnlijker dat de zendingspogingen van Paulinus betrekkelijk vruchteloos waren. Hoewel Osric, een van Edwins opvolgers, door Paulinus tot het christendom was bekeerd, bekeerde hij zich na Edwins dood opnieuw tot het heidendom. Hilda bleef echter een christen en werd uiteindelijk moeder-overste van de invloedrijke Whitby Abbey. De bekering van Northumbria tot het christendom werd vooral bereikt door Ierse missionarissen die door Edwins uiteindelijke opvolger Oswald naar de regio waren gehaald.